# Eiji Sawamura Award
L'Eiji Sawamura Award (in giapponese: 沢村栄治賞) è il premio conferito al miglior lanciatore partente della NPB, il massimo campionato giapponese di baseball.

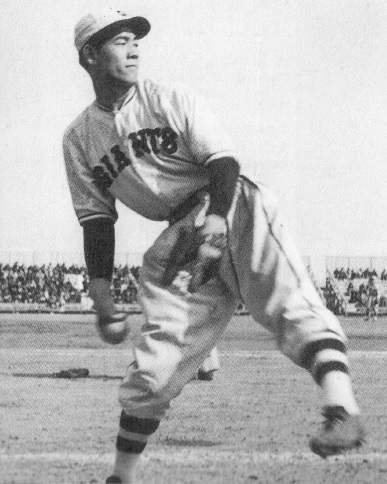
Eiji Sawamura

Il premio venne originariamente istituito dalla rivista giapponese "Nekkyū" nel 1947 per onorare la carriera di Eiji Sawamura, un lanciatore che ebbe una brillante carriera per i Tokyo Giants prima di essere ucciso in combattimento durante la seconda guerra mondiale. È un premio speciale indipendente dal premio ufficiale di MVP che viene assegnato ogni anno ai lanciatori della Central League e della Pacific League, ovvero le due leghe che formano la NPB.
Prima del 1982, il premio veniva attribuito in base al giudizio di un gruppo di giornalisti che votavano il più meritevole senza alcun criterio particolare. Da quell'anno il voto cominciò a tenere conto delle seguenti linee guida, che danno maggiore probabilità di vincere al lanciatore che soddisfa la maggior parte dei sette criteri:
- Partite iniziate: 25 o più
- Vittorie: 15 o più
- Complete game: 10 o più
- Percentuale di vittorie: .600 o superiore
- Inning lanciati: 200 o più
- Media PGL (ERA): 2,50 o inferiore
- Strikeout: 150 o più

In certe eccezionali annate, nessun lanciatore venne ritenuto sufficientemente idoneo per vincere il premio. In un paio di casi, invece, il premio venne attribuito a due giocatori diversi in corrispondenza della stessa annata.
Poiché il premio venne ideato da Nekkyū, una rivista rivolta ai tifosi dei Tokyo Giants, dal 1950 (primo anno in cui la NPB utilizzò l'attuale formato a due leghe) fino al 1989 il premio poté essere vinto solo dai lanciatori delle squadre della Central League. Dal 1990 in poi esso fu esteso anche ai giocatori delle squadre della Pacific League: il primo giocatore della Pacific League a vincere il riconoscimento fu Hideo Nomo dei Kintetsu Buffaloes nel 1990.